# Сидяха
Сидяха — река в Пермском крае России. Устье реки находится в 7,4 км по левому берегу Тулвинского залива Воткинского водохранилища. Длина реки составляет 17 км.

## Данные водного реестра
По данным государственного водного реестра России относится к Камскому бассейновому округу, водохозяйственный участок реки — Кама от Камского гидроузла до Воткинского гидроузла, речной подбассейн реки — бассейны притоков Камы до впадения Белой. Речной бассейн реки — Кама.